# Schweppermann

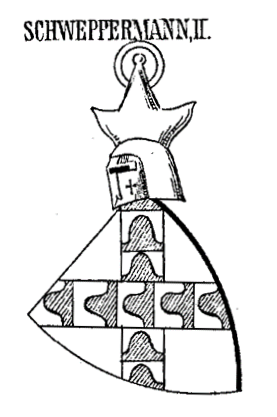
Wappen der Schweppermann (II.) in Siebmachers Wappenbuch

Schweppermann, auch Schwäppermann, Schwappermann, Schwepfermann, Swephermann oder Swepfermann, war der Name eines fränkischen ritterlichen Adelsgeschlechts, erstmals belegt im Jahr 1210. Seyfried Schweppermann war das prominenteste Mitglied dieser Familie. Ursprünglich nannte sie sich nach ihrem Stammort Hüllohe (heute Hillohe) Hüllocher bzw. auch Hullocher. Der spätere Name Schweppermann leitet sich vermutlich vom unweit entfernt gelegenen Wappersdorf ab.

## Geschichte

### Etymologie
Da in der Orthografie des 14. Jahrhunderts mit ‚W‘ beginnende Wörter oft mit einem vorangestellten ‚S‘ geschrieben wurden, ist die Wortherkunft von ‚Schweppermann‘ bei Wappersdorf, also in der früheren Schreibweise Swappersdorf, Swäppersdorf bzw. Sweppersdorf durchaus möglich. Daher seien die aus (S)weppersdorf stammenden Familienmitglieder Sweppermanne gehießen worden.
Einen weiteren Hinweis auf diesen Namensursprung gibt die Überschrift Weppermann über einem schweppermann’schen Wappenbildnis in der Klosterkirche des (ehemaligen) Klosters Kastl, wo sich auch das Grabmal Seyfried Schweppermanns befindet.
Diese Theorie von Johann Nepumok von Löwenthal wurde teilweise als unwahr behauptet, teilweise auch stichpunktartig befürwortet.

### Ortsansässigkeit
Vom späten 13. Jahrhundert bis ins beginnende 15. Jahrhundert waren die Wohn- und Lehenssitze, die sich über die Landgerichte Altdorf, Pfaffenhofen und Neumarkt erstreckten, urkundlich nachgewiesen in Endenberg, Neumarkt, Grünsberg, Hirschberg, Tann, Berg, Deinschwang, Pfaffenhofen, Hohenburg und Cunstein (Wohnsitze) bzw. in Endenberg, Lippertshofen, Traunfeld, Laber, Lizellohe, Wolfersdorf, Altfalterbach, Wiesenacker, Eigling, Bischofsberg, Dürren, Eschertshofen, Viermühlen bzw. Vierrad, Schnufenhofen, Walting bei Heideck, Hagenhausen, Wachtlhof, Trautmannshofen und Wolfsrieth (Lehenssitze).

### Stammtafel
Eine Stammreihe ist bei Seyfried Schweppermann anzusetzen, dessen Eltern namentlich offenbar nicht bekannt sind.
Er hatte neun Kinder: Heinrich, Albert, Siegfried, Otto, Ludwig, Hartung, Elisabeth, Eva und Anna.
Heinrich war Pfarrer in Deining (1376) und Burgebrach (1399) sowie Chorherr zu St. Stephan in Bamberg (1399). Er erreichte wohl ein sehr hohes Alter.
Albert fungierte (soweit belegt) Mitte des 14. Jahrhunderts ein paar Male als Zeuge und war 1399 auch Priester.
Siegfried (oder Seyfried) der Jüngere ging im Jahr 1338 in Dienste des Bischofs Nikolaus von Regensburg.
Otto besaß Lizellohe (1333; gemeinsam mit seinem Vater) und Viermühlen bzw. Vierrad (1376). Er starb vor dem Jahr 1398.
Ludwig heiratete vermutlich Agnes, geborene von Egling. Scheinbar pflanzte (von seinen Brüdern) nur er seinen Familiennamen fort. Seine Kinder hießen Kaspar, Eberhard und Anna.
Hartung saß Mitte des 14. Jahrhunderts für wenige bis einige Jahrzehnte auf Deinschwang und Pfaffenhofen. Er heiratete eine Kunigunde unbekannten Nachnamens.
Elisabeth ging ins Kloster Engelthal, Anna heiratete vermutlich.
Ludwigs Sohn Kaspar besaß Grünsberg und war von 1362 bis 1411 Schultheiß zu Neumarkt. Die letzten Nachkommen seiner Familie, Siegfried und Ulrich, stammten von ihm und seiner Frau Salome, möglicherweise geborene Hochholding oder Holdolt.

### Wappen
Das schweppermann’sche Wappen zeigte in rot ein silbernes, mit neun Eisenhütlein oder Hufeisen belegtes Andreaskreuz. Ein frühes Siegel zeigte ein Einhorn.

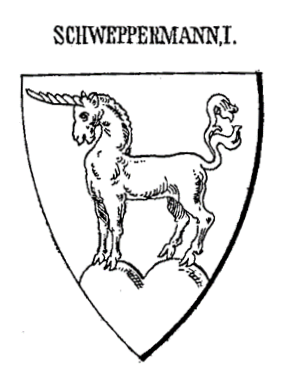
Wappen der Schweppermann (I.) in Siebmachers Wappenbuch (1884)
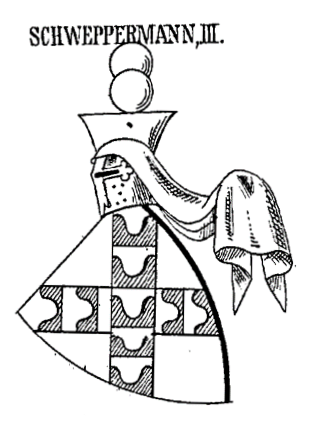
Wappen der Schweppermann (III.) in Siebmachers Wappenbuch (1884)
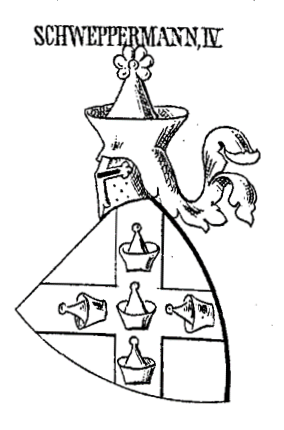
Wappen der Schweppermann (IV.) in Siebmachers Wappenbuch (1884)